# Winchester Repeating Arms Company
Winchester Repeating Arms Company é uma proeminente fabricante norte-americana de armas de repetição fundada por Oliver Winchester em 1855, em New Haven, Estados Unidos. Atualmente está sediada em Morgan, Utah. É mais conhecida pela invenção e produção do rifle de repetição Winchester.

## Antecedentes

### Predecessores

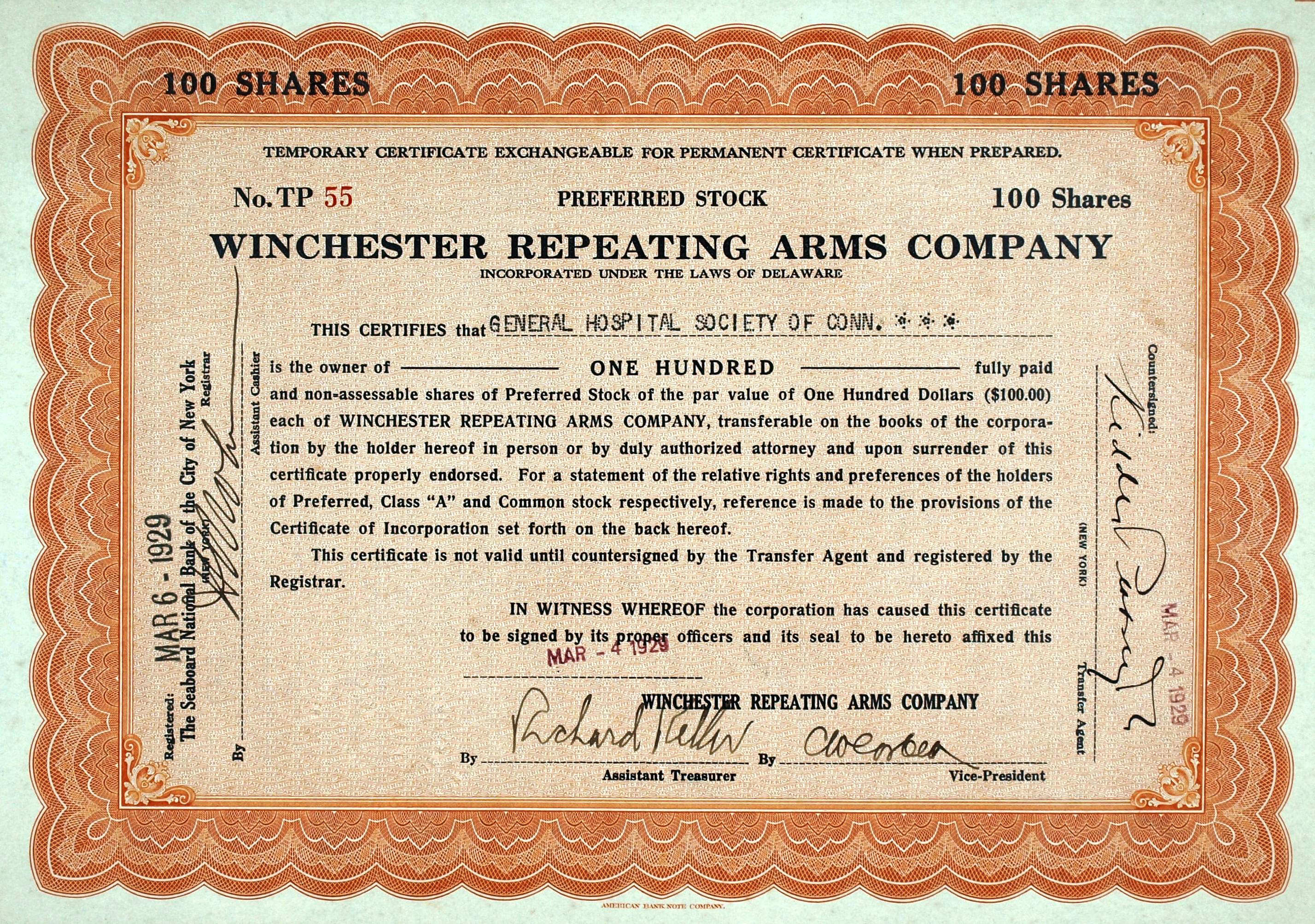
Certificado de ações da
Winchester Repeating Arms Company.

O antepassado da Winchester Repeating Arms Company foi uma empresa  de Horace Smith e Daniel Wesson, que formaram uma parceria na cidade de Norwich, Connecticut (não deve ser confundida com o famoso Smith & Wesson Revolver Company fundada mais tarde pelos mesmos homens). Smith e Wesson adquiriram do armeiro Lewis Jennings a versão melhorada do Volition Repeating Rifle e sua munição sem costura chamada Rocket Ball, criados pelo inventor Walter Hunt e que haviam sido produzidos em pequenas números pela empresa Robbins & Lawrence.
O fuzil de Jennings foi um fracasso comercial, com a fabricante cessando a produção em 1852. Smith aperfeiçoou o modelo. Também contratou o capataz da loja Robbins & Lawrence, Benjamin Tyler Henry. Em 1855 buscaram investidores para produzir o que eles chamavam de fuzil e pistola de ação de alavanca "vulcânica", o que resultou na Volcanic Repeating Arms. O maior acionista foi o fabricante de roupas Oliver Winchester.

### Rifles Winchester

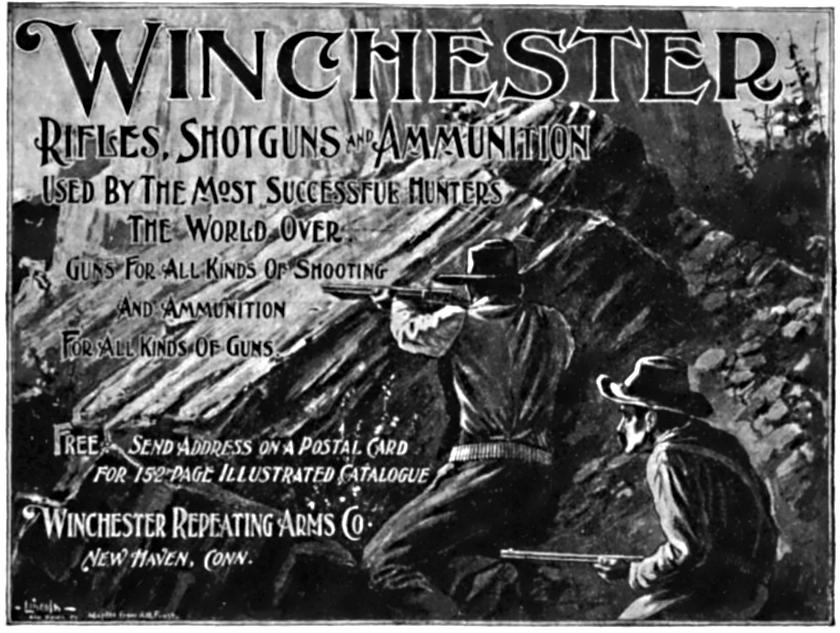
Propaganda da Winchester publicada em uma revista em 1898.

Quando Oliver Winchester adquiriu a empresa de Smith e Wesson, em 1857, era muito mais um homem de negócios do que um inventor ou engenheiro, o tanto que Oliver antes de comprar a empresa trabalhava no ramo de produção de camisetas. Ele renomearia o nome da empresa para Winchester Repeating Arms Company em 1866, e mostrando toda sua habilidade no mundo dos negócios, começou a fomentar o talento de seus funcionários, incentivando o desenvolvimento de novos modelos. Benjamin Tyler Henry e, mais tarde, John Moses Browning, foram engenheiros de renome que trabalharam para a Winchester. 

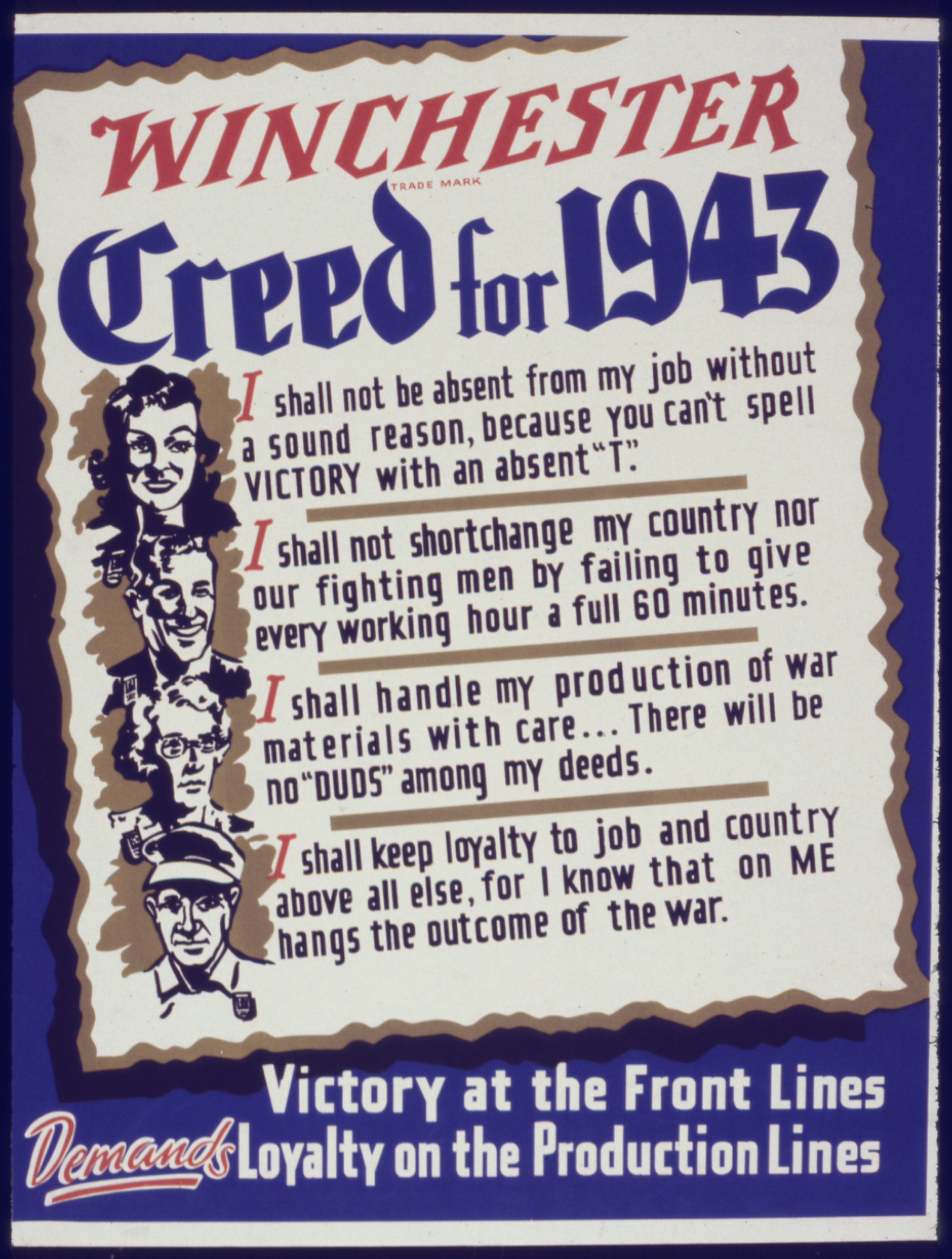
O credo da Winchester para 1943.

Antes de Oliver comprar a empresa os rifles da marca eram pouco potentes e faziam pouco sucesso entre os compradores. O primeiro rifle de sucesso da empresa foi o Winchester Model 1866, para o novo produto, o engenheiro Tyler Henry substituiu as cargas convencionais por cartuchos de latão e espoleta integrada, o que permitiu que o rifle utilizasse o calibre .44, muito mais potente. Além disso, o design da arma foi melhorado, deixando o rifle extremamente bonito, ganhando o apelido de "Yellow Boy", por causa dos detalhes dourados que a arma apresentava . O novo Model 66 foi um tremendo sucesso, vendendo até 1873, 119 mil unidades, levando a marca ao topo das fabricantes de armas.
Em 1873, A Winchester lançaria o lendário rifle Model 1873, esse foi o primeiro a ser desenvolvido para utilizar o calibre .44-40 WCF, a arma que ficou conhecida como aquela que conquistou o oeste, foi a mais vendida na região, deixando seus concorrentes para trás e transformando as Winchester em armas sinônimo de faroeste. O Model 1876 foi a que sucedeu a 1873, a arma foi desenvolvida para vários tipos de cartuchos diferentes, sendo eles os calibres .45-60 WCF, .45-75 WCF, e .50-95 WCF. O rifle era um modelo mais longo que o Winchester Model 1873, também podendo utilizar os cartuchos .45-70 Government.
Em 1880, Oliver Winchester morreu, deixando a presidência da empresa para seu filho William Wirt Winchester, que faleceu apenas quatro meses depois de assumir o posto, vitima de tuberculose. A empresa então passaria para as as mãos de William Converse. Nesse tempo a empresa lançaria outros grandes modelos clássicos da marca, desenvolvidos em parceria com John Moses Browning, os mais notáveis seriam o Model 1885, um rifle de tiro único, o Winchester Model 1887, uma espingarda de ação de alavanca, sendo essa uma espingarda pump-action, e os rifles de repetição Model 1886, Model 1892, Model 1894 e Model 1895.

## Século XX e XXI

### A virada do século XX
Os primeiros anos do século XX encontraram a Winchester Repeating Arms Company competindo com os novos designs de John Browning, fabricados sob licença por outras empresas de armas de fogo. A corrida para produzir o primeiro fuzil semiautomático comercial trouxe os rifles de fogo circular Winchester Model 1903 e, posteriormente, os de fogo central Model 1905, Model 1907 e Model 1910. Os engenheiros da Winchester, após dez anos de trabalho, projetaram o Model 1911 para contornar as patentes de espingarda de carregamento automático da Browning, preparadas pelos próprios advogados de patentes da empresa. Um dos principais engenheiros da Winchester, T.C. Johnson foi fundamental no desenvolvimento dessas armas de auto-carregamento e passou a supervisionar os designs do clássico Model 1912, Model 52 e Model 54 da Winchester.

### A primeira guerra mundial
A Winchester foi a maior produtora do fuzil Pattern 1914 Enfield .303 para o Governo Britânico e do fuzil M1917 Enfield .30-06 para os Estados Unidos durante a Primeira Guerra Mundial. Trabalhando na fábrica da Winchester durante a guerra, Browning desenvolveu o projeto do "Browning Automatic Rifle" (BAR) M1918, do qual produziu cerca de 27.000 unidades. Os engenheiros da Browning e da Winchester também desenvolveram a metralhadora Browning calibre .50 durante a guerra. A munição calibre .50 BMG (12,7x99mm) para ele foi projetada pelos engenheiros balísticos da Winchester. Os direitos comerciais dessas novas armas Browning eram propriedade da Colt.

### Queda e Ressurgimento
A Winchester entraria em declínio em meados do século XX com o fim da Primeira Guerra Mundial. As marcas Winchester e Keen Kutter fizeram negócios juntas durante a década de 1920, mas em 1929, elas concordaram em se separar e voltaram aos seus negócios principais. A estratégia foi um fracasso para a Winchester e a Grande Depressão colocou o prego final no caixão da empresa. A Winchester Repeating Arms Company entrou em liquidação judicial em 1931 e foi comprada em um leilão de falência pela Western Cartridge Company da família Olin em 22 de dezembro daquele ano. A firma de Oliver Winchester manteria uma existência nominal até 1935, quando a Western Cartridge se fundiu com sua subsidiária para formar a Winchester-Western Company; em 1944, as operações de armas de fogo e munições seriam reorganizadas como a Winchester-Western Division da Olin Industries. 
O primeiro vice-presidente da Western, John M. Olin, era um esportista e entusiasta de armas e começou imediatamente a restaurar o brilho anterior da marca Winchester, concentrando-se em seus modelos clássicos e versões atualizadas, com atenção especial à qualidade e prestígio. Olin incentivou pessoalmente o Model 52 Sporter e a espingarda de cano duplo Model 21 semi-personalizada. A Winchester floresceu, mesmo durante a posterior Depressão.

### A Segunda Grande Guerra
A carabina M1 dos EUA (tecnicamente não é uma carabina no sentido de uma versão curta de um rifle pai) foi projetada na Winchester por uma equipe de oito homens, incluindo Edwin Pugsley, Bill Roemer, Marsh Williams, Fred Humiston, Cliff Warner e Ralph Clarkson, embora a imprensa tenha priorizado o papel do ex-presidiário Williams. Mais carabinas M1 foram fabricadas pela Winchester e outras empresas do que qualquer outra arma curta dos EUA na Segunda Guerra Mundial.
Durante a Segunda Guerra Mundial, a Winchester produziu o fuzil M1 Garand e no pós-guerra foi o primeiro fabricante civil do fuzil M14.

### Declínio
Na década de 60 o aumento do preço da mão de obra qualificada, deixaria a produção dos rifles clássicos da marca inviável, a empresa então tentaria entrar em métodos mais modernos de produção para suas armas, porém esses novos produtos foram esmagados pela critica, que condenou o fato de os modelos da empresa terem perdido sua qualidade característica para tentar competir com outras marcas mais baratas. Os custos da mão de obra continuaram a subir na década de 70, então os gestores da empresa decidiram que já não era mais possível produzir os produtos em New Haven, a planta da empresa seria vendida aos funcionários e ganharia o nome de U.S. Repeating Arms Company, essa empresa seguiria produzindo armamentos até 1989, quando decretaria falência, sendo vendida para o Herstal Group.
Em 16 de janeiro de 2006, a U.S. Repeating Arms Company anunciou que estava fechando sua fábrica em New Haven, onde seus rifles e espingardas tinham sido produzidos por 140 anos. 

### Recuperação
Em 15 de agosto de 2006, a Olin Corporation, dona das marcas Winchester, anunciou que tinha celebrado um novo acordo de licença com a Browning para fazer rifles e espingardas Winchester, embora não na fábrica de New Haven. A produção do Model 1885, do Model 1892 e do Model 1886 são feitos sob o acordo de licença com a Miroku Corp. do Japão e importado de volta para os Estados Unidos pela Browning.
Em 2008, a Fabrique Nationale anunciou que iria produzir fuzis Modelo 70 em sua fábrica em Columbia, Carolina do Sul. Em 2013, a montagem foi transferida para Portugal.
No verão de 2010, a Fabrique Nationale d'Herstal (FN) retomou a produção do modelo Winchester 1894 e a evolução do Winchester 1300, agora chamado de Winchester SXP.
Vários kits de limpeza de armas, facas dobráveis chinesas, ferramentas e outros acessórios também são vendidos sob a marca comercial Winchester.

## Presidentes
- Oliver Winchester (1857–1880)
- William Wirt Winchester (1880–1881), filho de Oliver Winchester e marido de Sarah Winchester.
- William Converse (1881–1890), marido de Mary A. Pardee.
- Thomas Gray Bennett (1890–1910), marido de Hannah Jane Winchester.
- George E. Hudson (1910–1915). Ele era um parceiro da empresa com Oliver.
- Winchester Bennett (1915–1918), filho de Thomas Gray Bennett.
- Thomas Gray Bennett (1918–1919), pai de Winchester Bennett.
- John E. Otterson (1919–1924)